# Großeutersdorf
Großeutersdorf település Németországban, azon belül Türingiában. Lakosainak száma 269 fő (2023. december 31.).

## Népesség
A település népességének változása:
| Lakosok száma | 266  | 268  | 281  | 280  | 269  |
|               | 2017 | 2019 | 2021 | 2022 | 2023 |